# María la Gorda
María La Gorda est une zone isolée sur la péninsule de Guanahacabibes, au bord de la baie de Corrientes, dans la province de Pinar del Río, à la pointe ouest de Cuba.
Le lieu compte un centre international de plongée.

## Tourisme
La zone possède différentes plages réparties sur la baie. Playa María La Gorda est la plus connue, avec un hôtel (géré par l'État) et ses petits pavillons en bord de plage. Playa Uvero Quemado a un petit terrain d'accueil, avec cabanes en toits de chaume… Au total ce sont 8 km de sable calés entre mer des Caraïbes et forêt tropicale, du cap Corrientes à La Bajada, longés par la petite route no 22,. L'endroit est peu fréquenté et peu peuplé, ce qui lui assure un très bon état de conservation.

María la Gorda
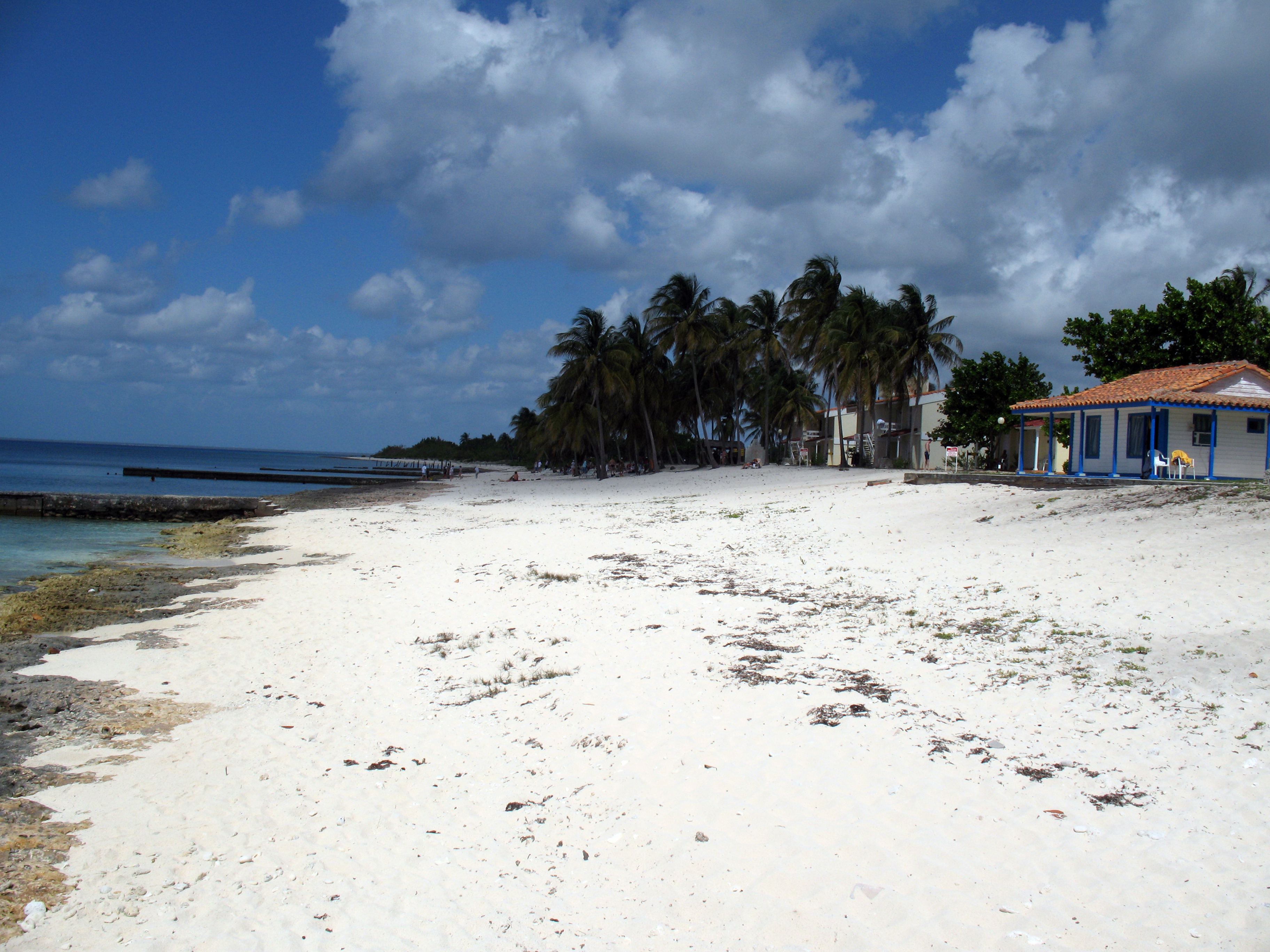
Plage
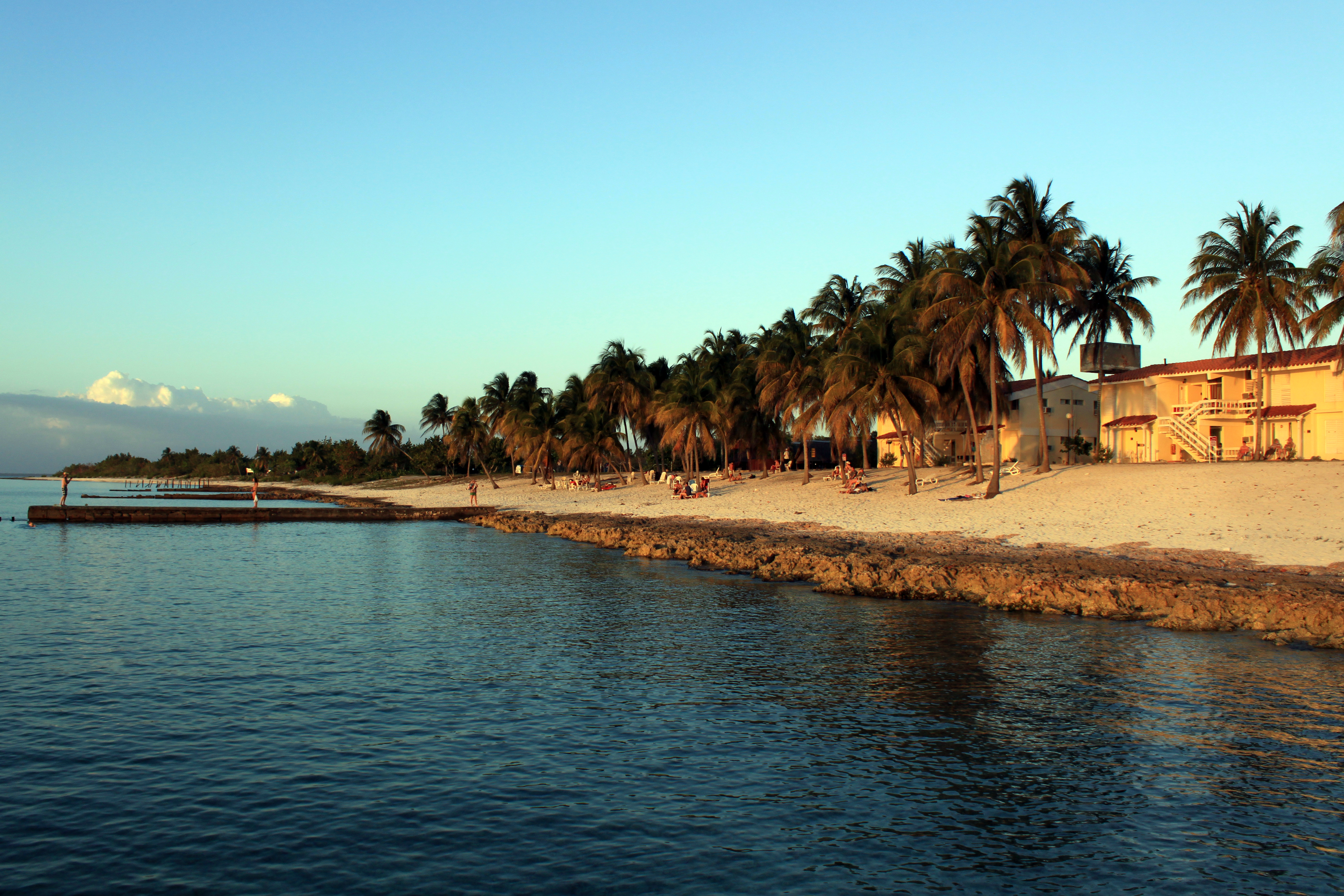
Plage
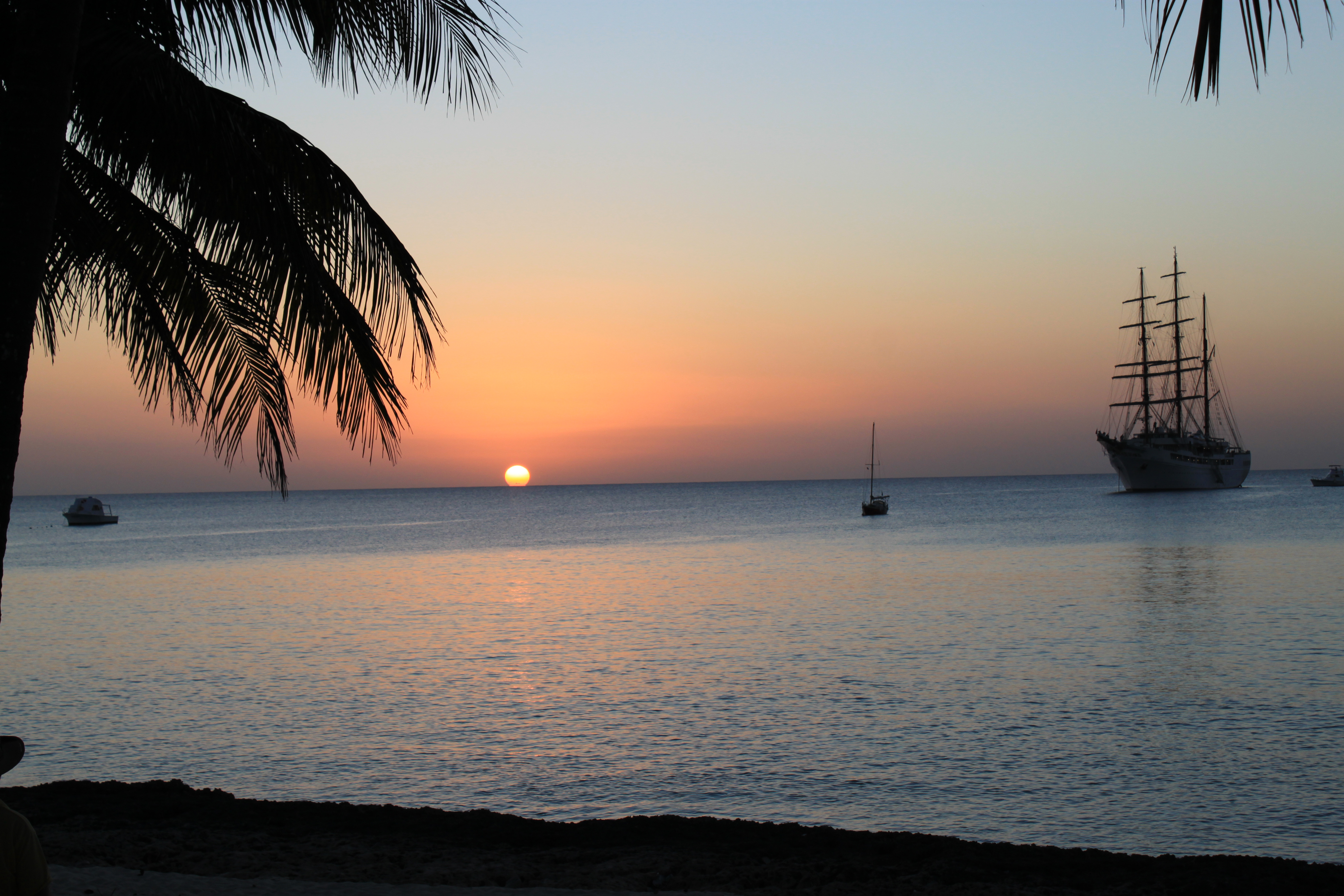
Coucher de soleil, voilier et palmiers

Une cinquantaine de sites de plongée offrent tous les niveaux de difficulté. Certains sites sont renommés pour leurs nombreuses failles, grottes et canyons - sans compter les vestiges des rencontres passées entre pirates et corsaires, qui ont laissé épaves de galions, ancres et autres canons. C'est un lieu très apprécié des amateurs de plongée et d'activités nautiques telles que le snorkeling et la pêche en mer.
C'est l'un des endroits par lesquels on peut rejoindre les cayos de San Felipe, un parc national marin sur le côté est de la pointe de Corrientes.

## Environnement
Toute la péninsule de Guanahacabibes est classée Réserve de biosphère par l'UNESCO depuis 1987. Et une partie de la péninsule, dont les côtes sud, sud-ouest et une partie de la côte nord, forme le parc national de Guanahacabibes, une aire marine protégée créée en 2001,,. Il sert de refuge à la grande diversité de la faune et de la flore de la péninsule, autant terrestre que marine.

Faune marine à María la Gorda
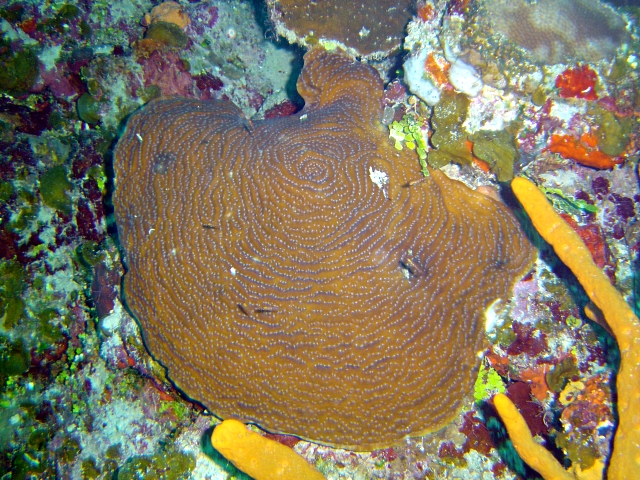
Agaricia undata
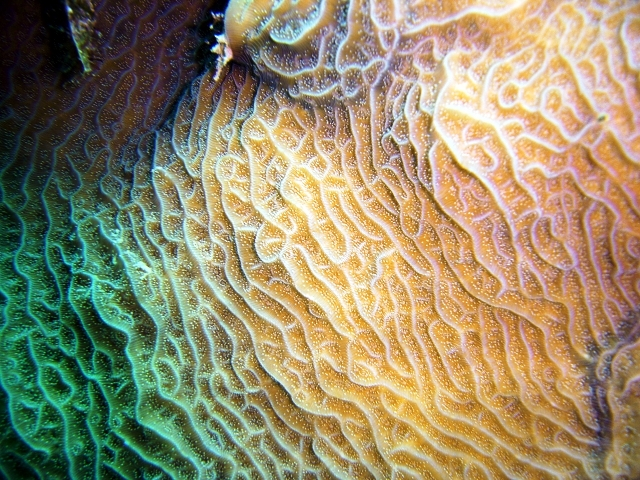
Agaricia agaricites
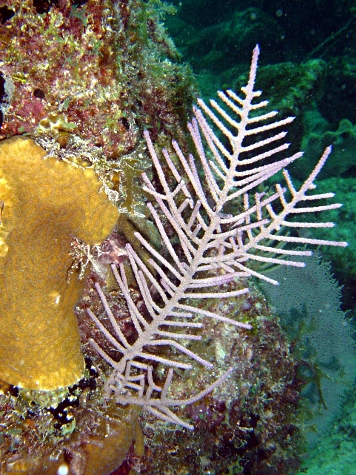
Antillogorgia bipinnata (en)
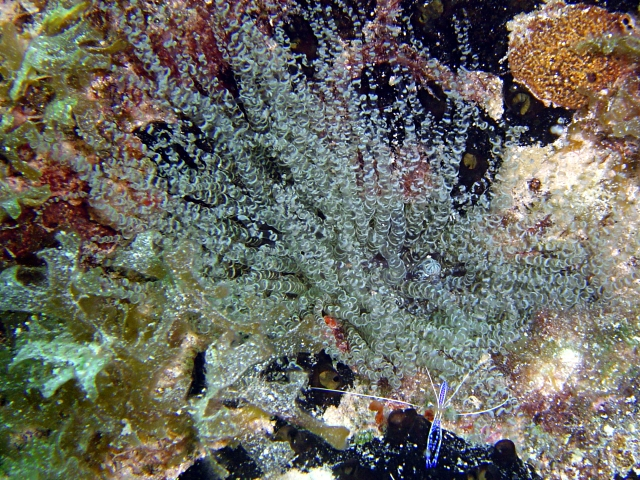
Bartholomea annulata (en)
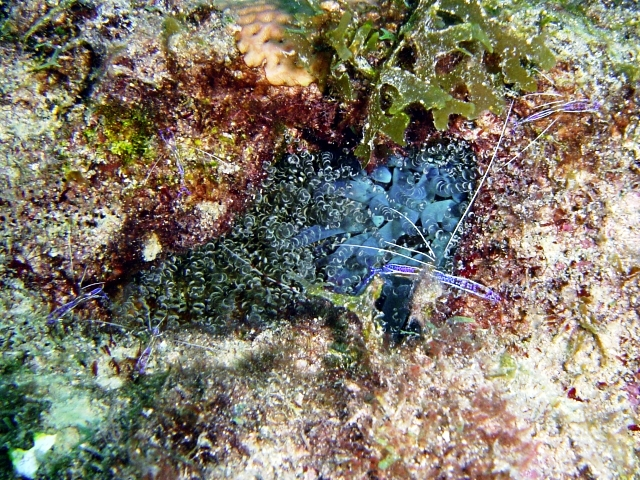
Bartholomea annulata (en) et Ancylomenes pedersoni
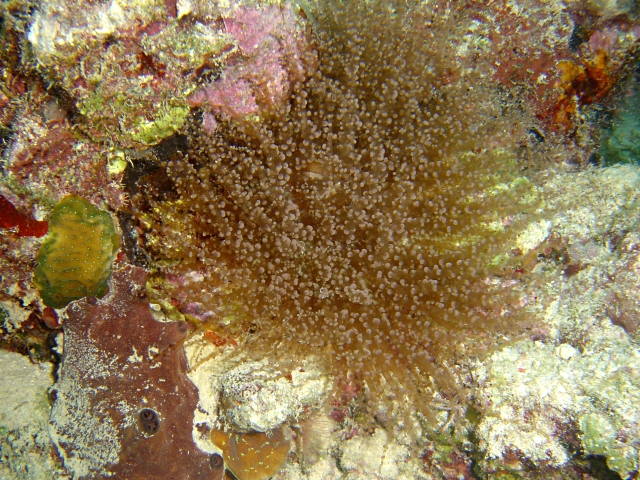
Bartholomea lucida
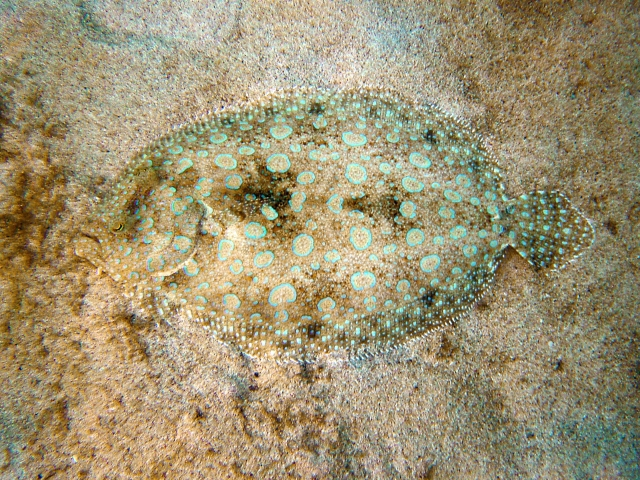
Bothus lunatus
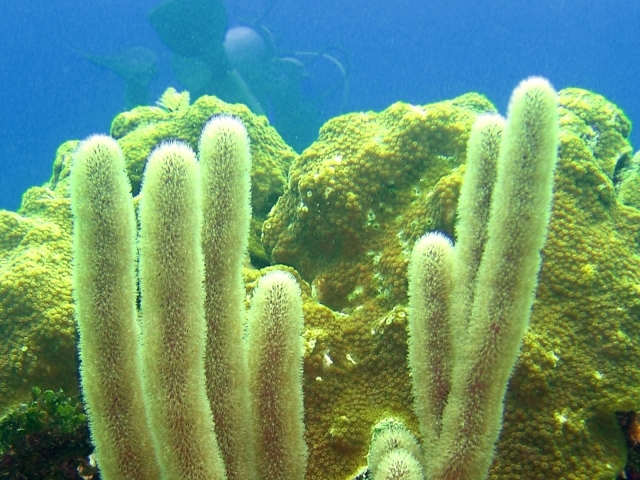
Briareum asbestinum (en)
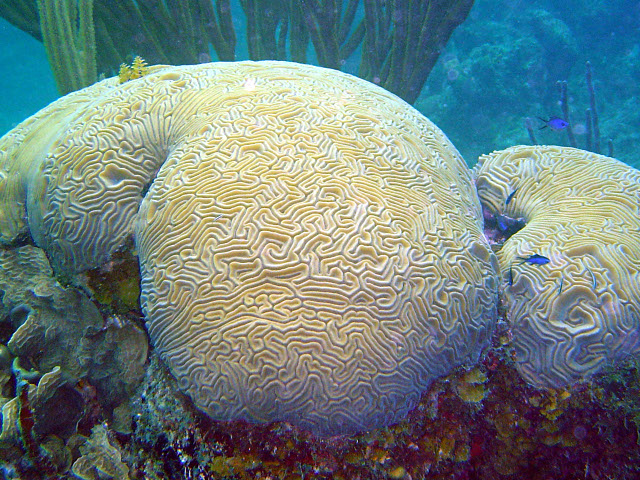
Diploria labyrinthiformis
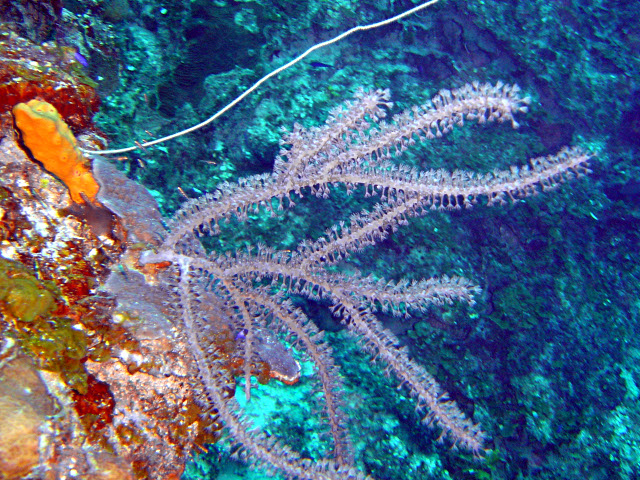
Eunicea mammosa (en)
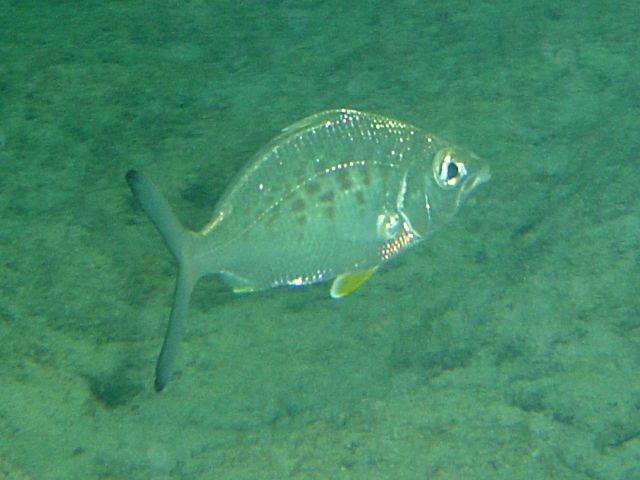
Gerres cinereus (en)
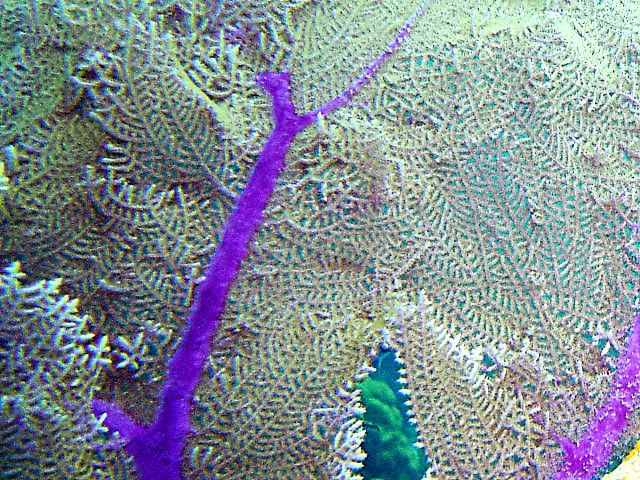
Gorgonia flabellum
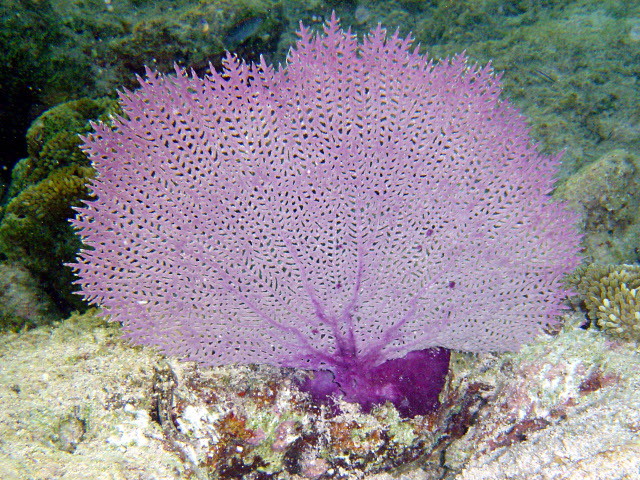
Gorgonia ventalina (en)
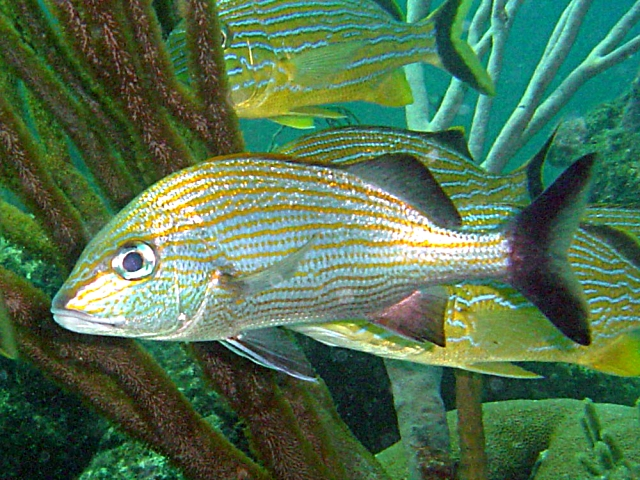
Haemulon carbonarium
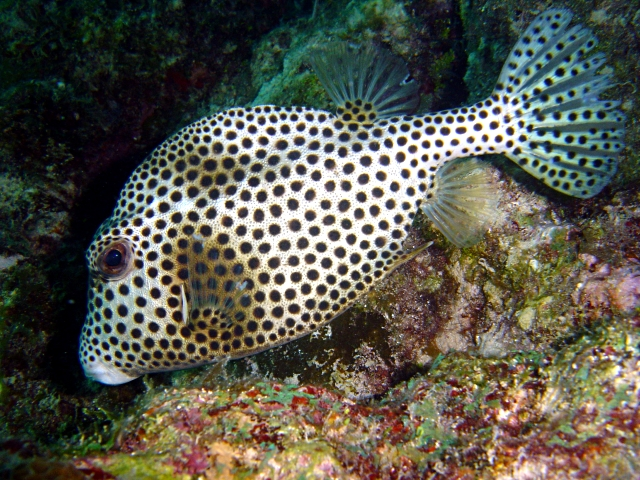
Lactophrys bicaudalis
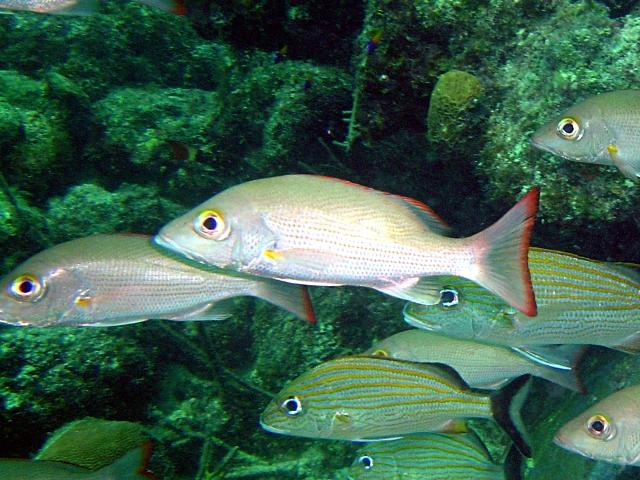
Lutjanus mahogoni
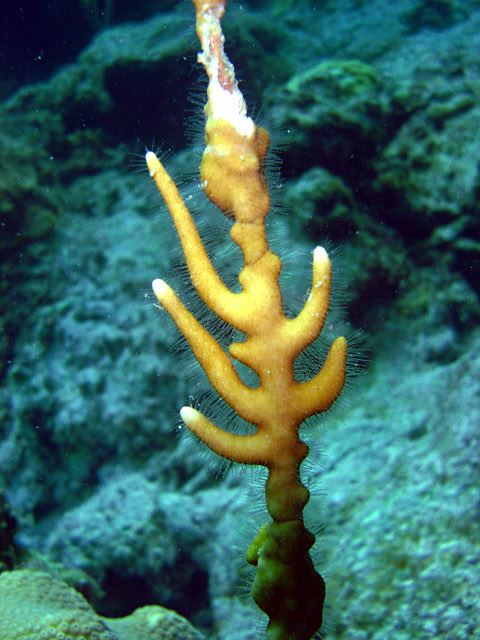
Millepora alcicornis
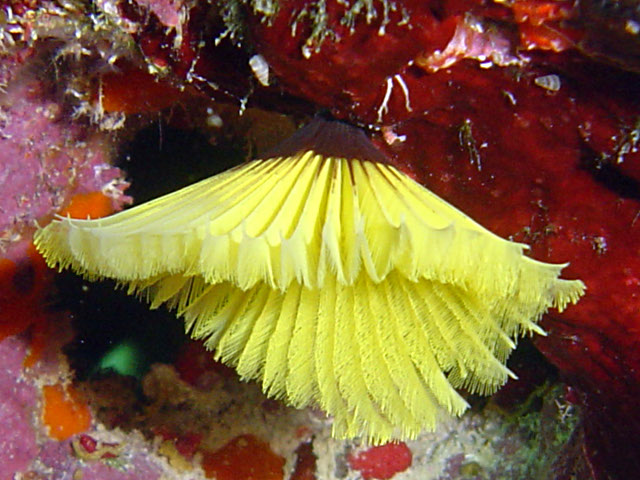
Notaulax occidentalis
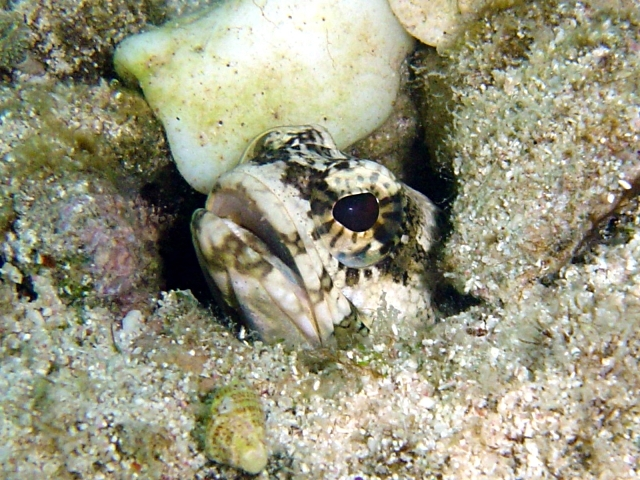
Opistognathus (en) macrognathus
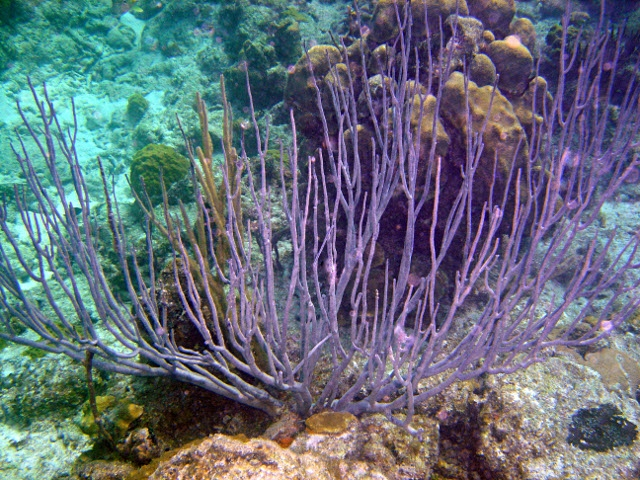
Pseudoplexaura
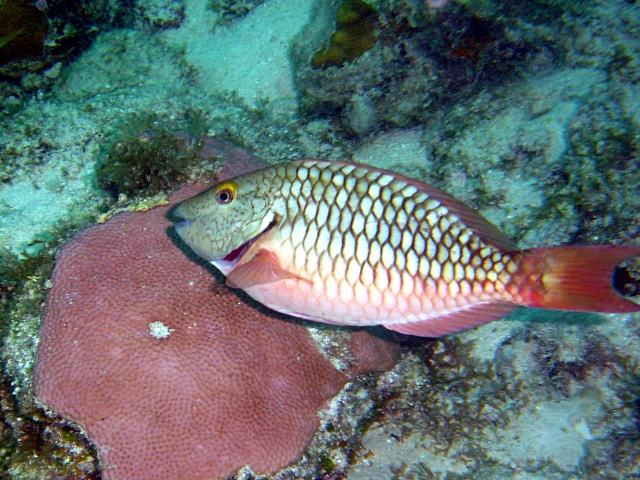
Sparisoma chrysopterum (en)

Faune terrestre María la Gorda
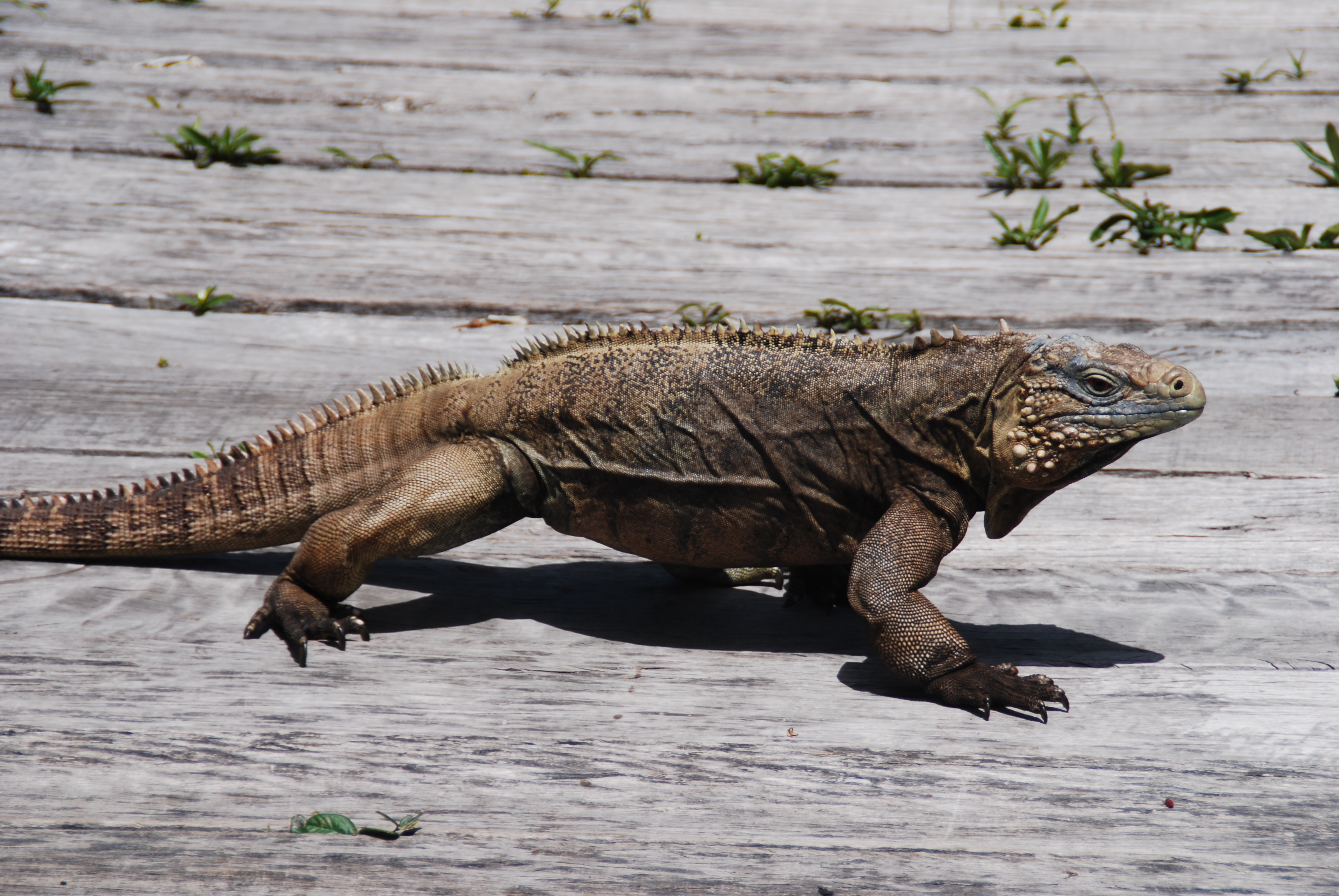
Cyclura nubila (iguane)
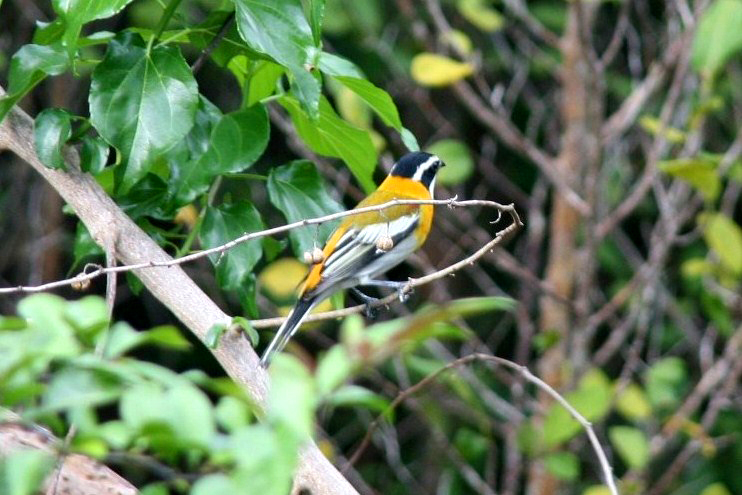
Spindalis zena pretrei